# Eunidia sexplagiata
Eunidia sexplagiata là một loài bọ cánh cứng trong họ Cerambycidae.